# Bronchocela cristatella
Bronchocela cristatella là một loài thằn lằn trong họ Agamidae. Loài này được Kuhl mô tả khoa học đầu tiên năm 1820.

## Hình ảnh

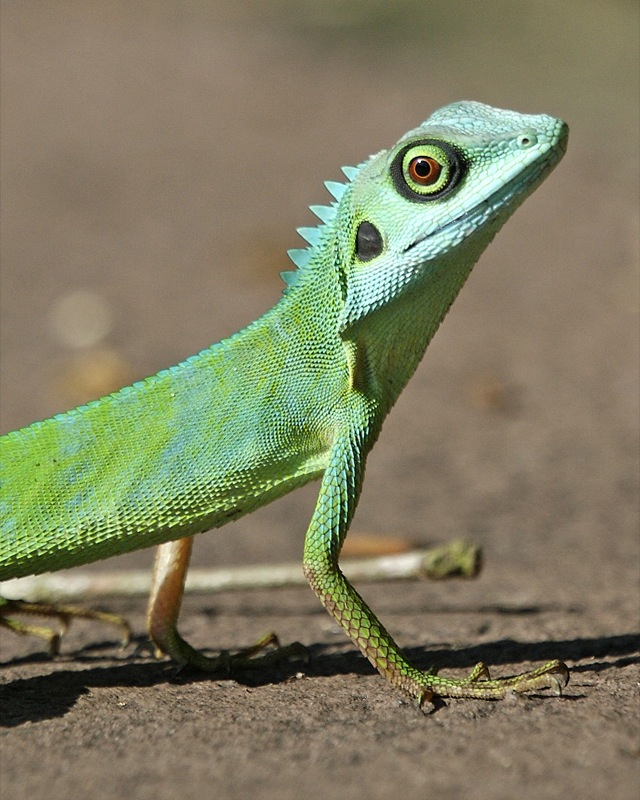
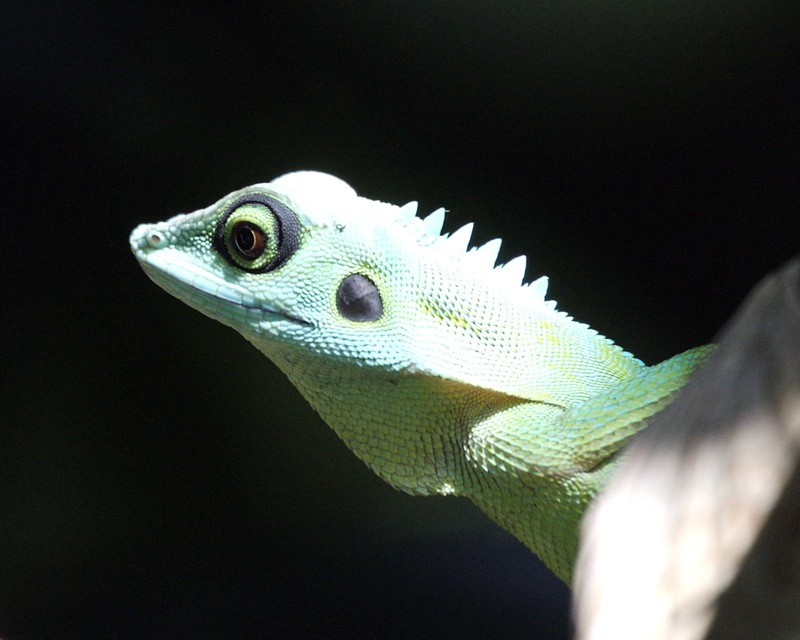
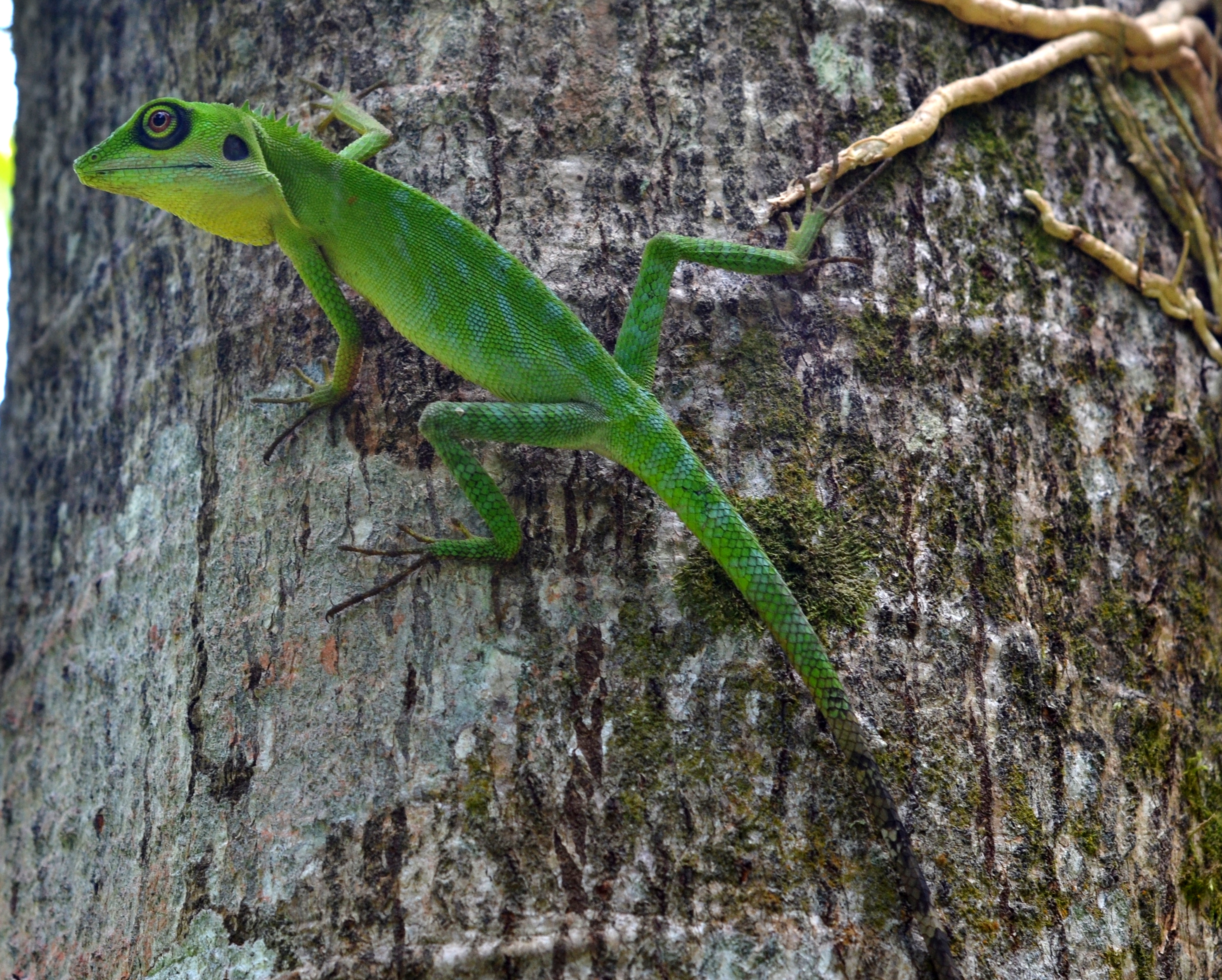